# 朱知燠
永和安简王朱知燠（1498年—1549年5月23日），明朝永和靖惠王朱表桻的嫡长子。
弘治十八年（1505年）二月被赐名。
嘉靖元年（1522年）十月，明世宗御奉天殿，传诏遣太子太傅成国公朱辅等充正使、太常寺寺丞吴大田等为副使，册封朱知燠袭爵。
嘉靖二年（1523年）四月，因朱知燠所请，世宗赐其书院名为乐善。
嘉靖二十四年（1545年）八月，朱知燠进白鹿致贺。
嘉靖二十八年（1549年）四月，薨，赐祭葬如例，谥安简。葬汾陽太平里。
嘉靖三十一年（1552年）十二月，册封朱知燠嫡长子朱新墥为永和王。

## 评价
- 《弇山堂别集》卷074：好和不争，平易不訾。